# Дом Стюнкеля
Дом Стюнкеля — первоначально жилое, а позднее — образовательное здание в Выборге, построенное в 1870-х годах по проекту архитектора К. К. Андерсона (с изменениями, внесёнными в 1877 году архитектором Ф. А. Оденвалем). Расположенный на углу улиц Северный Вал и Подгорной в историческом центре города Выборга трёхэтажный дом в стиле неоклассицизма включён в перечень памятников архитектуры.

## История
В конце XIX века, после того, как в соответствии с разработанным в 1861 году выборгским губернским землемером Б. О. Нюмальмом планом были снесены устаревшие укрепления Каменного города и Рогатой крепости, память о которых сохранилась в названиях улиц Северный Вал и Южный Вал, возникла необходимость в формировании привлекательного морского фасада средневековых городских кварталов Выборга путём застройки этих прибрежных улиц купеческими домами, оформленными с использованием элементов разных архитектурных стилей Европы с заметным влиянием традиций неоренессансной архитектуры.

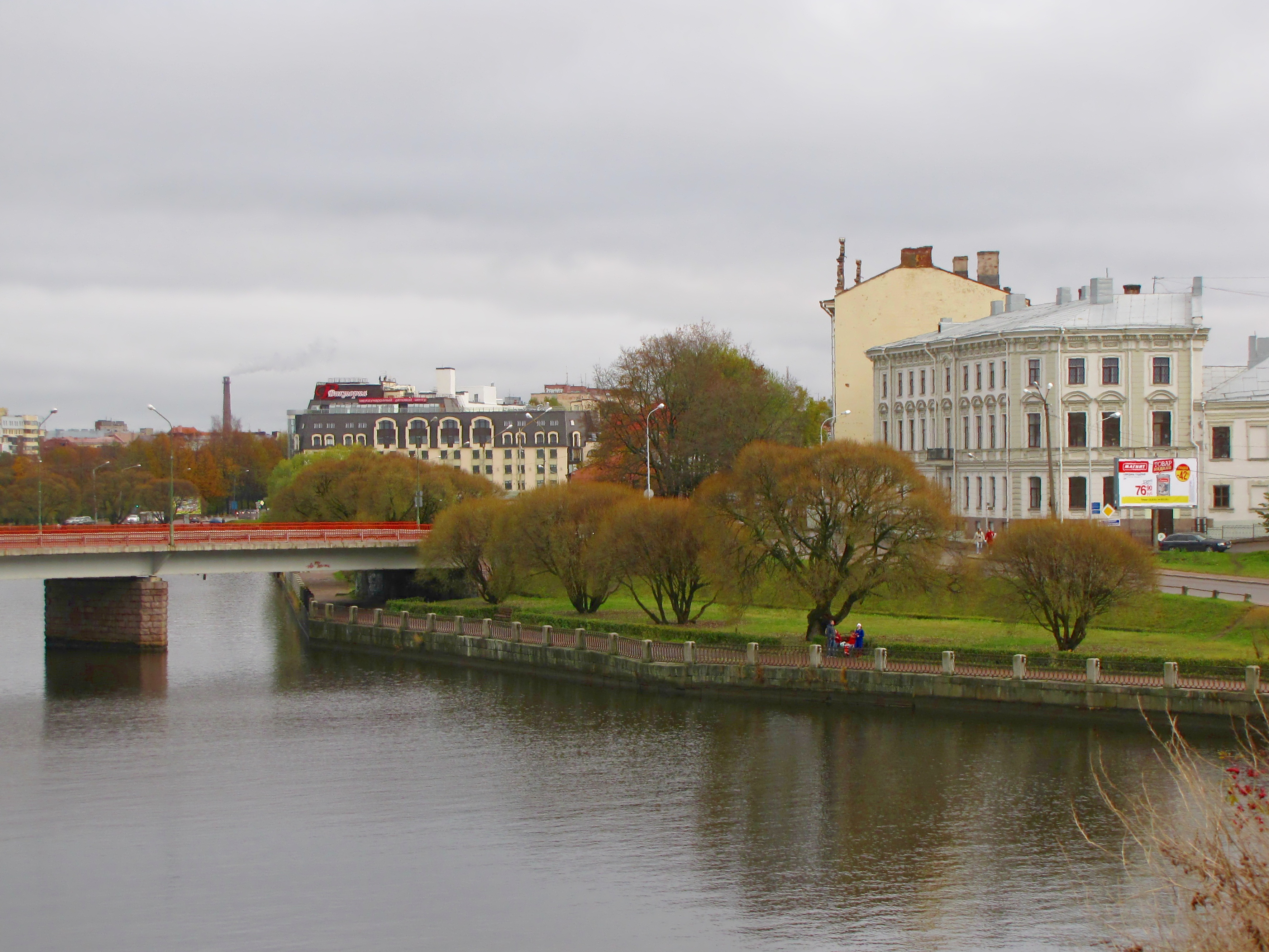
Вид на набережную 30-го Гвардейского Корпуса со стороны Крепостного пролива

Примером для выборгских зодчих послужил занявший заметное место в морской панораме города дом купца И. Г. Стюнкеля, возведённый в 1870-х годах по проекту петербургского архитектора К. К. Андерсона. Более поздние постройки на бывших валах (такие, как соседний доходный дом Хакмана, а также дом Векрута, дом Вольфа и дом АО «Торкель») возводились уже местными архитекторами.
Зажиточный немецкий купец Иоганн Генрих Стюнкель (нем. Johann Heinrich Stünkel) переселился в Выборг из Ганновера, перейдя в 1851 году в российское подданство. Выполненный К. К. Андерсоном по его заказу проект дома по улице Северный вал включал возведение на угловом участке нового корпуса, примыкающего к бывшему дому Ладо, а также перестройку двухэтажного флигеля, обращённого к Прогонной улице.
Оформление богато декорированного фасада трёхэтажного дома Стюнкеля (с изменениями, внесёнными перестройкой в 1877 году по проекту выборгского архитектора Ф. А. Оденваля) сохранилось сравнительно хорошо. В декоре важную роль играют лепные фруктовые гирлянды, призванные символически подчеркнуть социальное положение богатого и успешного домовладельца, а также монограммы S и маскароны зверей (по мнению исследователя А. С. Мысько, «вероятно из семейства кошачьих»). Привлекают внимание сандрики с лучковым фронтоном и балкон на втором этаже с узорчатой кованой решёткой по центру симметричного фасада, расчленённого на верхних этажах парными пилястрами, подведёнными под карниз. В интерьерах сохранились оригинальные печи.
После советско-финских войн (1939—1944) комплекс застройки участка, включающего дома Стюнкеля и Ладо, последовательно занимали различные учебные заведения. С 2017 года в нём размещается Институт экономической безопасности Ленинградского государственного университета имени А. С. Пушкина.